# Panjangrejo
Panjangrejo is een bestuurslaag in het regentschap Bantul van de provincie Jogjakarta, Indonesië. Panjangrejo telt 8719 inwoners (volkstelling 2010).